# 魏琮
魏琮（1433年—？），字廷玉，直隸永平府遷安縣人，軍籍，明朝政治人物。進士出身。

## 生平
早年出身國子生，順天府鄉試第七名。成化十一年（1475年）乙未科會試第一百七十四名，殿試登進士第三甲第一百二十三名。

## 家世
曾祖父魏思誠。祖父魏原，曾任府知事。父亲魏綱。